# Lady Bouvier’s Lover
«Lady Bouvier’s Lover» (с англ. — «Возлюбленный леди Бувье») — двадцать первый эпизод пятого сезона «Симпсонов» (премьерный показ — 12 мая 1994 года).

## Сюжет
Симпсоны решили взять на день рождения  Мэгги Абрахама и  Жаклин. Встретившись на первом дне рождения  Мэгги, Абрахам Симпсон и Жаклин Бувье обнаруживают, что у них много общего, и вскоре между ними завязывается любовь. Все довольны, что между матерью Мардж и отцом Гомера появились необратимые чувства, кроме Гомера. Он категорически против такой любви и даже заверил Мардж, что если у них родятся дети, то они будут совсем не похожими на нормальных людей. Он это себе представляет и у него появляется клаустрофобия. Тем временем Барт заказывает кадр Щекотки и Царапки за 350$. Полный радости, он открывает коробку с кадром и обнаруживает, что его надули. Барт и Лиза решают узнать всю правду о такой жестокой клевете. Они отправляются на танцы, где появляется невероятно экстравагантный для своих лет владелец Спрингфилдской атомной электростанции — миллиардер Чарльз Монтгомери Бёрнс и отбивает у Эйба его подругу. Мардж искренне жалеет как мать, так и Эйба. Тем временем Бёрнс делает Жаклин предложение. К счастью, свадьба расстраивается благодаря вмешательству Эйба. В итоге Жаклин решает ни за кого не выходить замуж, что вполне устраивает Эйба.

## Культурные отсылки
Сцена, где у Эйба ноги-марионетки — отсылка на Золотая лихорадка.